# Bert Vonk

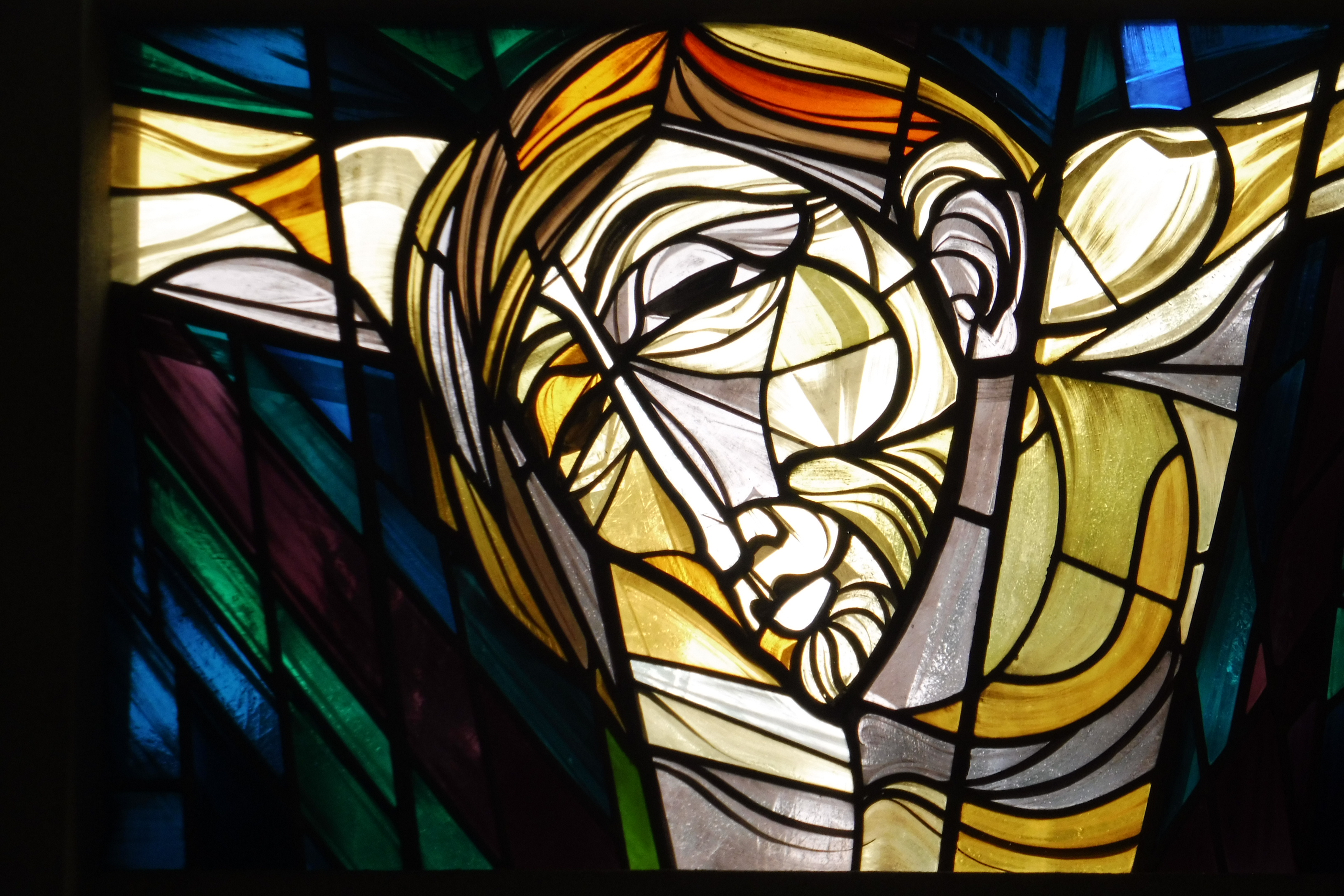
Detail van de kruisweg in de Salvator Mundi kerk in Hamont-Lo

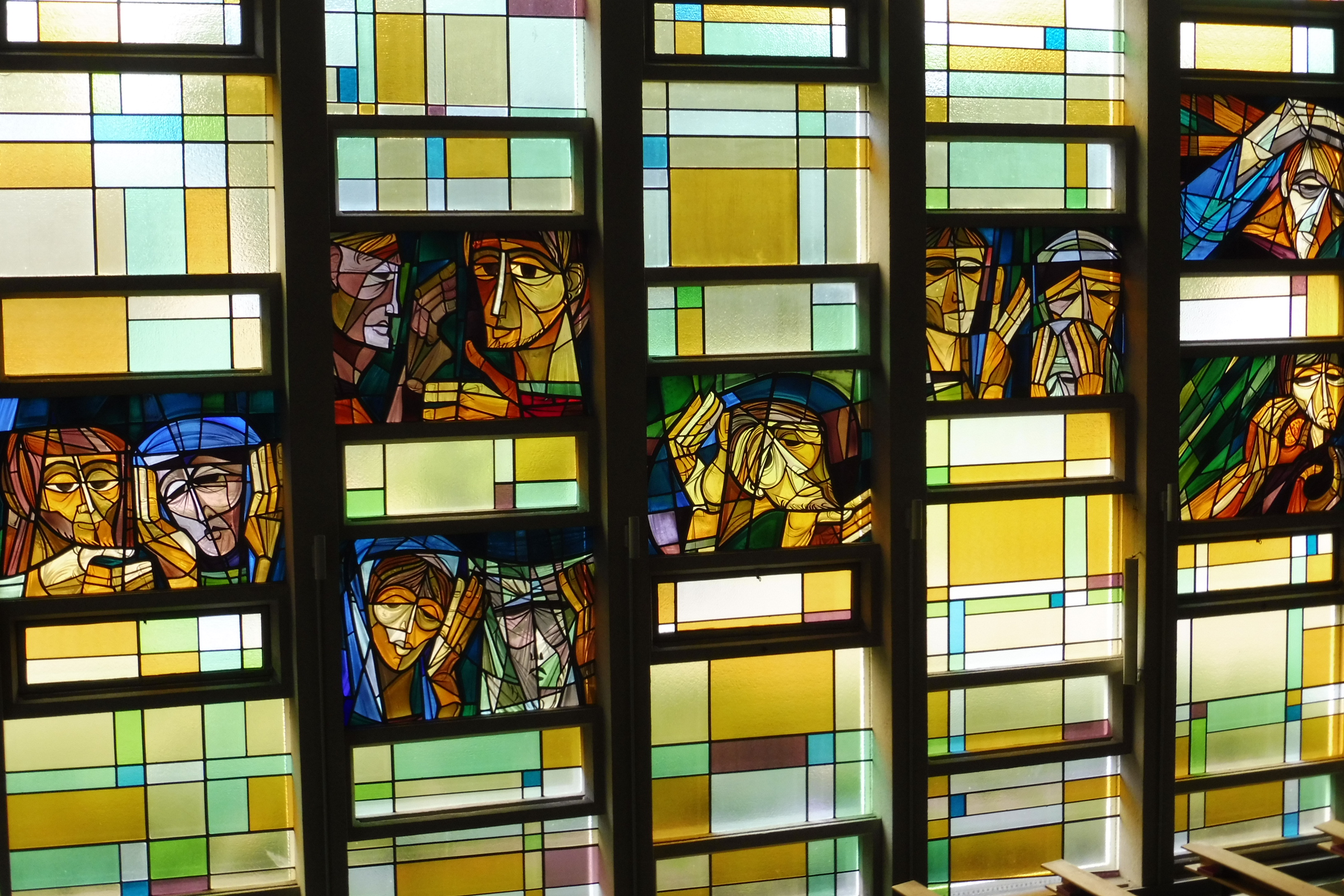
Zijbeuk in de Salvator Mundi kerk in Hamont-Lo met glasramen van Bert Vonk

Albert "Bert" Vonk (Sint-Lambrechts-Woluwe, 14 augustus 1926 – Aalst, 29 maart 2021) was een Belgische kunstenaar vooral bekend voor zijn gebrandschilderd glas en glasramen. 

## Opleiding
Vonk volgde een opleiding aan Sint-Lucas Brussel waar hij in 1946 met grote onderscheiding afstudeerde. In 1956 won hij de gouden medaille van het Instituto Internazionale Di Art Liturgica in Rome. Zijn specialiteit was het maken van brandglasschilderingen vooral voor kerken. 
Werk van hem is terug te vinden in tal van kerken zoals in de Salvator Mundi kerk in Hamont-Lo, de Parochiekerk Heilige Familie in Hamme en in het Moederklooster van de congregatie van de zusters van Sint-Vincentius à Paulo in Deftinge.
Het grote publiek maakte in de jaren 60 kennis met zijn tekeningen die gebruikt werden in het toenmalige BRT-programma Voor Boer en Tuinder.